# Coral Sun Airways
Coral Sun Airways es una, y la más moderna, de tan sólo dos aerolíneas en Kiribati (tras la aerolínea de bandera Air Kiribati), fundada en enero de 2009. La compañía, al igual que Air Kiribati sólo opera vuelos de cabotaje, opera a diecisiete aeropuertos en las islas Gilbert, utilizando dos Britten-Norman Islander. Se está considerando actualmente la adquisición de un nuevo y mayor aparato, capaz de volar a las islas Fénix y las islas de la Línea. 
Coral Sun Airways tiene previsto lanzar su primer servicios internacional con la capital de Islas Marshall, Majuro.

## Destinos
- Kiribati
  - Abaiang - Aeropuerto de Abaiang Atoll
  - Abemama - Aeropuerto de Abemama Atoll
  - Aranuka - Aeropuerto de Aranuka
  - Arorae - Aeropuerto de la Isla de Arorae
  - Beru - Aeropuerto de la Isla Beru
  - Butaritari - Aeropuerto de Butaritari Atoll
  - Kuria - Aeropuerto de Kuria Airport
  - Maiana - Aeropuerto de Maiana
  - Makin - Aeropuerto de Makin
  - Marakei - Aeropuerto de Marakei
  - Nikunau - Aeropuerto de Nikunau
  - Nonouti - Aeropuerto de Nonouti
  - Onotoa - Aeropuerto de Onotoa
  - Tabiteuea Norte - Aeropuerto de Tabiteuea Norte
  - Tabiteuea Sur - Aeropuerto de Tabiteuea Sur
  - Tamana - Aeropuerto de Tamana
  - Tarawa - Aeropuerto Internacional Bonriki Hub

## Flota
La flota de Coral Sun Airways se compone de las siguientes aeronaves:
- 2 Britten-Norman Islander

De acuerdo con la página web, la compañía estudia comprar una de las siguientes aeronaves: de Havilland Canada DHC-6 Twin Otter, ATR 42, Avro RJ70, BAe 146 y Bombardier Dash 8.